# Phrurolithus nemoralis
Phrurolithus nemoralis là một loài nhện trong họ Phrurolithidae.
Loài này thuộc chi Phrurolithus. Phrurolithus nemoralis được Elizabeth Bangs Bryant miêu tả năm 1940.